# Till Death, La Familia
Till Death, La Familia – album amerykańskiego zespołu muzycznego Ill Niño. Wydawnictwo ukazało się 22 lipca 2014 roku nakładem wytwórni muzycznej Victory Records.
Album dotarł do 143. miejsca listy Billboard 200 w Stanach Zjednoczonych sprzedając się w nakładzie 2,5 tys. egzemplarzy w przeciągu tygodnia od dnia premiery.
Nagrania były promowane teledyskiem do utworu "I'm Not The Enemy".

## Lista utworów
Opracowano na podstawie materiału źródłowego.
1. "Live Like There's No Tomorrow" (sł. Cristian Machado, muz. Ill Niño) – 4:25
2. "Not Alive In My Nightmare" (sł. Cristian Machado, muz. Ill Niño) – 4:25
3. "I'm Not The Enemy" (sł. Cristian Machado, muz. Ill Niño) – 3:31
4. "Blood Is Thicker Than Water" (sł. Cristian Machado, muz. Ill Niño) – 5:59
5. "Are We So Innocent" (sł. Cristian Machado, muz. Ill Niño) – 3:53
6. "Pray I Don't Find You" (sł. Cristian Machado, muz. Ill Niño) – 4:10
7. "World So Cold" (sł. Cristian Machado, muz. Ill Niño) – 3:39
8. "Dead Friends" (sł. Cristian Machado, muz. Ill Niño) – 3:40
9. "Breaking The Rules" (sł. Cristian Machado, muz. Ill Niño) – 3:45
10. "Payaso" (sł. Cristian Machado, muz. Ill Niño) – 2:52
11. "My Bullet" (sł. Cristian Machado, muz. Ill Niño) – 3:21

## Listy sprzedaży
| Lista                        | Kraj              | Pozycja |
| ---------------------------- | ----------------- | ------- |
| Billboard 200                | Stany Zjednoczone | 143     |
| Billboard Independent Albums | Stany Zjednoczone | 32      |
| Billboard Hard Rock Albums   | Stany Zjednoczone | 18      |